# Excalibur (czasopismo)
Excalibur – czeskie czasopismo o grach komputerowych, wydawane w latach 1991–2000. Cykl wydawniczy periodyku zmieniał się kilkukrotnie. Pierwotnie ukazywał się jako miesięcznik. W późniejszym okresie również jako dwutygodnik czy tygodnik.
Pierwszych dziesięć numerów czasopisma ukazało się w formie czarno-białej z kolorową okładką. Pozostałe numery były już w całości w kolorze. Po emisji 9. numeru z redakcji odszedł jeden z założycieli – Lukáš Ladra. Natomiast po ukazaniu się numeru 20. cała ówczesna redakcja przeszła do nowo powstającego magazynu Score.
Był jednym z pierwszych periodyków poświęconych tematyce gier komputerowych w dawnej Czechosłowacji.